# Arthothelium scandinavicum
Arthothelium scandinavicum är en lavart som beskrevs av Theodor 'Thore' Magnus Fries. Arthothelium scandinavicum ingår i släktet Arthothelium, och familjen Arthoniaceae. Arten är reproducerande i Sverige.